# Districtul Baktalórántháza
Baktalórántháza (în maghiară Baktalórántházai járás) este un district în județul Szabolcs-Szatmár-Bereg, Ungaria.
Populația districtului este de 19.521 locuitori (2013).